# تخفيف الضغط

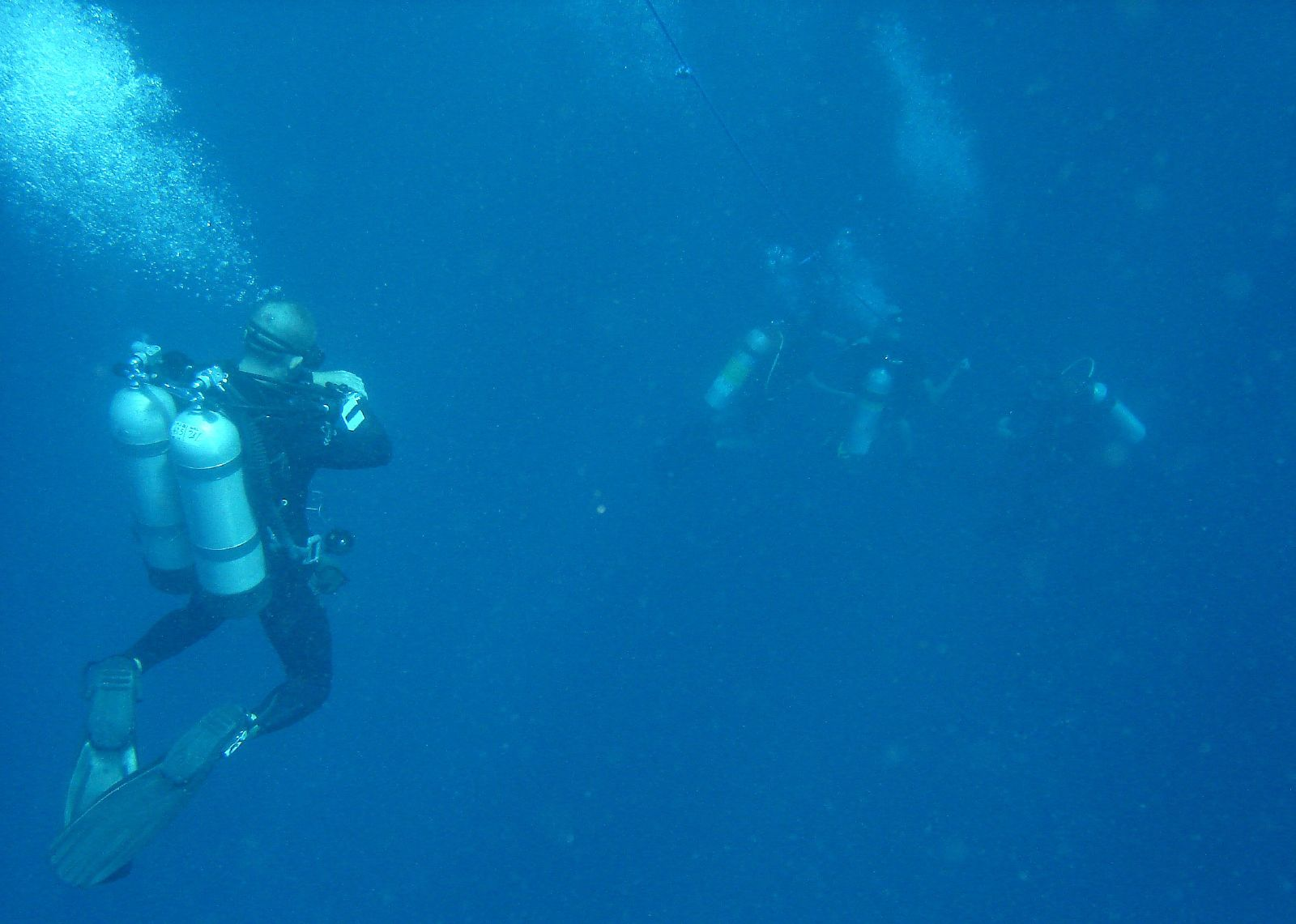
إجراء عملية تخفيف للضغط في نهاية الغوص قبل الصعود إلى السطح

تخفيف الضغط (أو تخفيف الانضغاط ) في مجال الغوص هو إجراء عملية تخفيض تدريجية للضغط المحيط بالغواص عند الرغبة في الصعود من الأعماق إلى سطح البحر. تهدف هذه العملية إلى تجنب حدوث مرض تخفيف الضغط، والذي يحدث عند الصعود السريع المفاجئ من أعماق كبيرة إلى السطح بسبب الانفلات السريع للغازات الخاملة المنحلة في الدم (خاصة النتروجين). 
تتم العملية على شكل عدة وقفات على أعماق متناقصة، وذلك وفق جداول مخصصة، تسمى جداول تخفيف الضغط Decompression table، تعطي العلاقة بين العمق والزمن ونقصان الضغط عند الغوص؛ أو باستخدام حاسب آلي (كمبيوتر) خاص بالغوص Dive computer. تتعلق الفترة الزمنية المخصصة لتخفيف الضغط بالعمق وبزمن الغوص.

## اقرأ أيضاً
- مرض تخفيف الضغط.
- علة تخفيف الضغط.
- حجرة تعديل الضغط.
- حجرة ناقصة الضغط.